# ستيفن واسيرا
ستيفن واسيرا (من مواليد 1945) هو سياسي تنزاني من حزب الثورة، وعضو في البرلمان عن دائرة بوندا منذ عام 2005. وكان وزير الدولة في مكتب الرئيس للعلاقات الاجتماعية والتنسيق منذ عام 2010.

## خلفية
عمل واسيرا كنائب لوزير الزراعة في حكومة المرحلة الأولى في عهد الرئيس جوليوس نيريري وشغل أيضًا منصب نائب وزير الحكم المحلي ثم وزير الزراعة وتنمية الثروة الحيوانية في عهد الرئيس علي حسن مويني في المرحلة الثانية.
تم تعيينه وزيراً للمياه في 4 يناير 2006، عندما قام جاكايا كيكويتي الذي كان قد انتخب رئيساً بتعيين حكومته الجديدة. ثم تم نقله إلى منصب وزير الزراعة والأمن الغذائي والتعاونيات في 15 أكتوبر 2006، وفي 12 فبراير 2008 تم تعيينه وزيرًا في مكتب رئيس الوزراء للإدارة الإقليمية والحكم المحلي.
في 24 نوفمبر 2010 تم تعيين واسيرا وزير دولة في مكتب الرئيس للعلاقات الاجتماعية والتنسيق في الحكومة المشكلة حديثًا بعد انتخابات أكتوبر 2010.
داخل حزب الثورة الحاكم، كان مؤخرًا عضوًا في اللجنة التنفيذية الوطنية المكونة من 370 عضوًا، وهي أعلى هيئة لصنع القرار والسياسات في الحزب الحاكم. شغل هذا المنصب منذ عام 2007. في نوفمبر 2012 أعيد انتخابه بأغلبية ساحقة من قبل المؤتمر الوطني للحزب لولاية أخرى مدتها خمس سنوات. أيضًا في عام 2011 تم انتخابه عضوًا في اللجنة المركزية القوية للحزب المكونة من 28 عضوًا واستمر في العمل كعضو في اللجنة المركزية بعد إعادة انتخابه في فبراير 2013 حتى ديسمبر 2017.

## التعليم
- بكالوريوس في الاقتصاد والدراسات الدولية: الجامعة الأمريكية بواشنطن العاصمة، الولايات المتحدة الأمريكية.
- ماجستير في الاقتصاد (الاقتصاد التطبيقي): الجامعة الأمريكية بواشنطن العاصمة، الولايات المتحدة الأمريكية.
- ماجستير في الإدارة العامة: الجامعة الأمريكية بواشنطن العاصمة، الولايات المتحدة الأمريكية.